# Frédéric Déhu
Frédéric Déhu, né le 24 octobre 1972 à Villeparisis (Seine-et-Marne), est un footballeur international français.

## Biographie

### RC Lens (1991-1999)
Natif de Seine-et-Marne et jouant dans la catégorie des cadets nationaux avec son équipe francilienne, Frédéric Déhu, est repéré par le RC Lens. Après avoir joué plusieurs fois contre les équipes de Lens, faisant partie de la même poule de championnat que son équipe, le club artésien finit par demander à Déhu de venir visiter les installations. Il participe ensuite à un tournoi avec les Nordistes, sous la houlette de Patrice Bergues, qui font une proposition à Déhu que celui-ci accepte. Déhu rejoint le centre de formation du RC Lens en 1989, à l’âge de 17 ans.
Le 20 octobre 1991, quatre jours avant ses 19 ans, Frédéric Déhu joue son premier match professionnel avec le RC Lens, en deuxième division contre Guingamp (victoire 6-2).
Il intègre l’équipe de France pour le premier match amical des Bleus après la Coupe du monde,.
Pour la saison 1998-1999, après le départ de Jean-Guy Wallemme, Déhu devient capitaine.En championnat, Lens ne parvient pas à conserver son titre, mais gagne un nouveau trophée, la Coupe de la Ligue 1999,.

### Une saison à Barcelone (1999-2000)
À l’été 1999, Frédéric Déhu s'envole pour le FC Barcelone. Il commence la saison comme titulaire, enchaîne les matchs, mais finit par se blesser. Après un mois et demi de convalescence, Déhu revient à son niveau avant de se blesser à nouveau. Lors de son retour, l’entraîneur Louis van Gaal a son équipe type et Déhu n'en fait plus partie. En Ligue des champions, Déhu marque un but du milieu du terrain contre le Hertha Berlin. Il prend sa chance de loin, finalement le ballon est dévié et lobe le gardien.
Le Francilien ne reste qu’un an avant de rejoindre le PSG. Finalement, le bilan est mitigé mais l'expérience lui permet de côtoyer les Rivaldo, Pep Guardiola, Luís Figo ou encore Patrick Kluivert sous le maillot barcelonais,.

### Capitaine du Paris SG (2000-2004)
Frédéric Déhu fait alors le choix de revenir en France dans un club ambitieux et qualifié en Ligue des champions. Le dernier jour du mercato, Déhu décide donc de rejoindre le Paris Saint-Germain, l’année où le club fait le choix de recruter plusieurs anciens joueurs formés dans la région parisienne comme Nicolas Anelka et Sylvain Distin. La transaction s'élève à 21 millions de francs. Le joueur touche en outre une prime à la signature qui n'est pas révélée, mais est vraisemblablement supérieure à 10 MF.
Il continue à côtoyer l'équipe de France en participant à un déplacement en Turquie qui marque sa cinquième et dernière sélection.

### Passage à Marseille (2004-2006)
Déhu quitte le PSG après quatre ans de loyaux services, dont deux et demi de capitanat. En fin de contrat et malgré une proposition de prolongation entrainant une diminution de salaire de 30 %, Frédéric Déhu signe chez le meilleur ennemi, l’Olympique de Marseille, pour deux ans.
En 2022, le magazine So Foot le classe dans le top 1000 des meilleurs joueurs du championnat de France, à la 482e place.

### Fin à Levante (2006-2007)
Pour finir sa carrière, Frédéric Déhu repart en Espagne, chez le promu Levante UD. Il signe pour un an avec une option pour deux saisons de plus. Mais malgré un beau projet, celui-ci ne sera jamais mis en œuvre. Confronté aux difficultés financières de Levante et au mauvais classement du club en Liga, Déhu résilie son contrat.
En mars 2008, à 35 ans et faute de club, Déhu tire sa révérence.

### Reconversion
Après avoir raccroché les crampons, Frédéric Déhu monte un institut de beauté et de fitness avec sa femme et aide Futsal-Store, un site de vente d’équipements de futsal, à se faire connaître. Il passe aussi ses diplômes d’entraîneur,.
En juin 2015, il est pressenti pour devenir entraîneur de l'AS Beauvais alors en CFA2, mais n'obtient finalement pas le poste.
En décembre 2021, il devient consultant sur Eurosport pour la Coupe de France.

## Style de jeu
Frédéric Déhu est connu pour son sérieux et sa solidité défensive.
Sa qualité d’anticipation et de placement font penser à Laurent Blanc, à qui Déhu est comparé,.

## Statistiques

### Par années
| Saison                | Club                   | Championnat           | Championnat | Championnat | Coupe nationale | Coupe nationale | Coupe de la Ligue | Coupe de la Ligue | Supercoupe | Supercoupe | Compétition(s) continentale(s) | Compétition(s) continentale(s) | Compétition(s) continentale(s) | France | France | Total | Total |
| Saison                | Club                   | Division              | M.          | B.          | M.              | B.              | M.                | B.                | M.         | B.         | Comp.                          | M.                             | B.                             | M.     | B.     | M.    | B.    |
| 1990-1991             | Racing Club de Lens    | Division 2            | 3           | 0           | -               | -               | -                 | -                 | -          | -          | -                              | -                              | -                              | -      | -      | 3     | 0     |
| 1991-1992             | Racing Club de Lens    | Division 1            | 15          | 1           | 2               | 1               | -                 | -                 | -          | -          | -                              | -                              | -                              | -      | -      | 17    | 2     |
| 1992-1993             | Racing Club de Lens    | Division 1            | 22          | 2           | 2               | 0               | -                 | -                 | -          | -          | -                              | -                              | -                              | -      | -      | 24    | 2     |
| 1993-1994             | Racing Club de Lens    | Division 1            | 34          | 4           | 4               | 0               | -                 | -                 | -          | -          | -                              | -                              | -                              | -      | -      | 38    | 4     |
| 1994-1995             | Racing Club de Lens    | Division 1            | 29          | 1           | 2               | 0               | 2                 | 1                 | -          | -          | -                              | -                              | -                              | -      | -      | 33    | 2     |
| 1995-1996             | Racing Club de Lens    | Division 1            | 35          | 1           | 1               | 0               | 1                 | 0                 | -          | -          | C3                             | 4                              | 1                              | -      | -      | 41    | 2     |
| 1996-1997             | Racing Club de Lens    | Division 1            | 30          | 5           | 2               | 0               | 3                 | 0                 | -          | -          | C3                             | 1                              | 0                              | -      | -      | 36    | 5     |
| 1997-1998             | Racing Club de Lens    | Division 1            | 32          | 1           | 6               | 2               | 4                 | 1                 | -          | -          | -                              | -                              | -                              | -      | -      | 42    | 4     |
| 1998-1999             | Racing Club de Lens    | Division 1            | 32          | 0           | 3               | 0               | 5                 | 0                 | 1          | 0          | C1                             | 6                              | 0                              | 1      | 0      | 48    | 0     |
| Sous-total            | Sous-total             | Sous-total            | 232         | 15          | 22              | 3               | 15                | 2                 | 1          | 0          | -                              | 11                             | 1                              | 1      | 0      | 282   | 21    |
| 1999-2000             | FC Barcelone           | Liga                  | 11          | 0           | 4               | 0               | -                 | -                 | -          | -          | C1                             | 8                              | 1                              | 3      | 0      | 26    | 1     |
| Sous-total            | Sous-total             | Sous-total            | 11          | 0           | 4               | 0               | -                 | -                 | -          | -          | -                              | 8                              | 1                              | 3      | 0      | 26    | 1     |
| 2000-2001             | Paris Saint-Germain    | Division 1            | 23          | 0           | 2               | 0               | 1                 | 0                 | -          | -          | C1                             | 10                             | 1                              | 1      | 0      | 37    | 1     |
| 2001-2002             | Paris Saint-Germain    | Division 1            | 29          | 4           | 3               | 0               | 3                 | 1                 | -          | -          | CI+C3                          | 8+4                            | 0+0                            | -      | -      | 47    | 5     |
| 2002-2003             | Paris Saint-Germain    | Ligue 1               | 31          | 1           | 6               | 0               | -                 | -                 | -          | -          | C3                             | 5                              | 0                              | -      | -      | 42    | 1     |
| 2003-2004             | Paris Saint-Germain    | Ligue 1               | 36          | 1           | 5               | 0               | 1                 | 0                 | -          | -          | -                              | -                              | -                              | -      | -      | 42    | 1     |
| Sous-total            | Sous-total             | Sous-total            | 119         | 6           | 16              | 0               | 5                 | 1                 | -          | -          | -                              | 27                             | 1                              | 1      | 0      | 168   | 8     |
| 2004-2005             | Olympique de Marseille | Ligue 1               | 27          | 0           | 1               | 1               | 1                 | 0                 | -          | -          | -                              | -                              | -                              | -      | -      | 29    | 1     |
| 2005-2006             | Olympique de Marseille | Ligue 1               | 30          | 1           | 5               | 0               | -                 | -                 | -          | -          | CI+C3                          | 5+5                            | 0+1                            | -      | -      | 45    | 2     |
| Sous-total            | Sous-total             | Sous-total            | 57          | 1           | 6               | 1               | 1                 | 0                 | -          | -          | -                              | 10                             | 1                              | -      | -      | 74    | 3     |
| 2006-2007             | Levante UD             | Liga                  | 12          | 1           | 2               | 0               | -                 | -                 | -          | -          | -                              | -                              | -                              | -      | -      | 14    | 1     |
| Sous-total            | Sous-total             | Sous-total            | 12          | 1           | 2               | 0               | -                 | -                 | -          | -          | -                              | -                              | -                              | -      | -      | 14    | 1     |
| Total sur la carrière | Total sur la carrière  | Total sur la carrière | 431         | 23          | 50              | 4               | 21                | 3                 | 1          | 0          | -                              | 56                             | 4                              | 5      | 0      | 564   | 34    |

### Matchs internationaux
| Matchs internationaux de Frédéric Déhu | Matchs internationaux de Frédéric Déhu | Matchs internationaux de Frédéric Déhu | Matchs internationaux de Frédéric Déhu | Matchs internationaux de Frédéric Déhu | Matchs internationaux de Frédéric Déhu | Matchs internationaux de Frédéric Déhu                                                    |
| #                                      | Date                                   | Lieu                                   | Adversaire                             | Résultat                               | Compétition                            | Notes                                                                                     |
| -------------------------------------- | -------------------------------------- | -------------------------------------- | -------------------------------------- | -------------------------------------- | -------------------------------------- | ----------------------------------------------------------------------------------------- |
| 1                                      | 19 août 1998                           | Stade Ernst-Happel, Vienne, Autriche   | Autriche                               | N 2 - 2                                | Match amical                           | Entre en jeu à la place de Didier Deschamps à la 46e minute.                              |
| 2                                      | 18 août 1999                           | Windsor Park, Belfast, Irlande du Nord | Irlande du Nord                        | V 1 - 0                                | Match amical                           | Entre en jeu à la place de Patrick Vieira à la 84e minute.                                |
| 3                                      | 8 septembre 1999                       | Stade Hrazdan, Erevan, Arménie         | Arménie                                | V 3 - 2                                | Éliminatoires de l'Euro 2000           | Entre en jeu à la place de Zinédine Zidane à la 72e minute, puis expulsé à la 93e minute. |
| 4                                      | 13 novembre 1999                       | Stade de France, Saint-Denis, France   | Croatie                                | V 3 - 0                                | Match amical                           | Entre en jeu à la place d'Alain Boghossian à la 73e minute.                               |
| 5                                      | 15 novembre 2000                       | Stade İnönü du BJK, Istanbul, Turquie  | Turquie                                | V 4 - 0                                | Match amical                           | Entre en jeu à la place de Zinédine Zidane à la 63e minute.                               |

## Palmarès

### En club
- Champion de France en 1998 avec le RC Lens
- Vainqueur de la Coupe de France en 2004 avec le Paris SG
- Vainqueur de la Coupe de la Ligue en 1999 avec le RC Lens
- Vainqueur de la Coupe Intertoto en 2001 avec le Paris SG et en 2005 avec l'Olympique de Marseille
- Vainqueur de la Coupe de la Ligue en 1994 avec le RC Lens
- Vice-champion de France en 2004 avec le Paris SG
- Finaliste de la Coupe de France en 1998 avec Lens, en 2003 avec le Paris SG et en 2006 avec l'Olympique de Marseille
- Finaliste du Trophée des Champions en 1998 avec le RC Lens

### En équipe de France
- 5 sélections entre 1998 et 2000